# Christopher Isherwood
Cristopher Isherwood (Stockport, 26 de Agosto de 1904 – 4 de Janeiro de 1986), de seu nome completo Christopher William Bradshaw-Isherwood nasceu perto de Stockport, Inglaterra, mas emigrou para os Estados Unidos da América em 1939 tendo-se naturalizado como cidadão estadunidenses em 1946; foi romancista, dramaturgo, roteirista e autobiógrafo.
Foi um reputado escritor reconhecido pelas suas obras relacionadas com Berlim, para onde foi atraído na juventude devido à relativa liberdade sexual que se vivia na cidade nos anos pré-guerra, como Mr. Norris Changes Trains e um conjunto de contos com o título Adeus a Berlim (Goodbye to Berlin (em inglês)), que foram fonte de inspiração para a peça I Am a Camera de John Van Druten e posteriormente para o musical, depois passado a filme, Cabaret, Adeus Berlim.
Christopher Isherwood conheceu Don Bachardy em outubro de 1952, na praia de Will Rogers em Los Angeles, quando tinha 48 anos e Bachardy tinha apenas 18 anos. Permaneceram juntos até a morte de Isherwood em 1986, como um casal abertamente homossexual (mesmo no período difícil do Macartismo, em que foram perseguidos comunistas e homossexuais nos Estados Unidos), que recebia em sua casa, nas colinas de Santa Monica, personagens famosos do mundo do cinema, da literatura e das artes (como Rock Hudson, Tennessee Williams, William Auden, George Platt Lynes e outros).

## Trabalhos
- All the Conspirators (1928; nova edição 1957 com novo prefácio)
- The Memorial (1932)
- Mr Norris Changes Trains (1935; edição dos EUA intitulada The Last of Mr Norris)
- The Dog Beneath the Skin (1935, com W. H. Auden)
- The Ascent of F6 (1937, com W. H. Auden)
- Sally Bowles (1937; mais tarde incluída em Goodbye to Berlin)
- On the Frontier (1938, com W. H. Auden)
- Lions and Shadows (1938, ficção autobiográfica)
- Goodbye to Berlin (1939)
- Journey to a War (1939, com W. H. Auden)
- Bhagavad Gita, The Song of God (1944, com Prabhavananda)
- Vedanta for Modern Man (1945)
- Prater Violet (1945)
- The Berlin Stories (1945; contém Mr Norris Changes Trains and Goodbye to Berlin; reeditado como The Berlin of Sally Bowles, 1975)
- Vedanta for the Western World (Unwin Books, London, 1949)
- The Condor and the Cows (1949, diário de viagem sul-americano)
- What Vedanta Means to Me (1951, panfleto)
- The World in the Evening (1954)
- Down There on a Visit (1962)
- An Approach to Vedanta (1963)
- A Single Man (1964)
- Ramakrishna and His Disciples (1965)
- Exhumations (1966; jornalismo e histórias)
- A Meeting by the River (1967)
- Essentials of Vedanta (1969)
- Kathleen and Frank (1971, sobre os pais de Isherwood)
- Frankenstein: The True Story (1973, com Don Bachardy; baseado no roteiro do filme de 1973)
- Christopher and His Kind (1976, autobiografia), publicado pela Sylvester & Orphanos
- My Guru and His Disciple (1980)
- October (1980, com Don Bachardy)
- The Mortmere Stories (com Edward Upward) (1994)
- Where Joy Resides: An Isherwood Reader (1989; Don Bachardy e James P. White, eds.)
- Diaries: 1939–1960, Katherine Bucknell, ed. (1996)
- Jacob's Hands: A Fable (1997) originalmente co-escrito com Aldous Huxley
- Lost Years: A Memoir 1945–1951, Katherine Bucknell, ed. (2000)
- Lions and Shadows (Minneapolis: University of Minnesota Press, 2000)
- Kathleen and Christopher, Lisa Colletta, ed. (Cartas para sua mãe, Minneapolis: University of Minnesota Press, 2005)
- Isherwood on Writing (University of Minnesota Press, 2007)
- The Sixties: Diaries:1960–1969 Katherine Bucknell, ed. 2010
- Liberation: Diaries:1970–1983 Katherine Bucknell, ed. 2012
- The Animals: Love Letters Between Christopher Isherwood and Don Bachardy, Edited by Katherine Bucknell (Farrar, Straus and Giroux, 2014)

### Traduções
- Charles Baudelaire, Intimate Journals (1930; edição revisada de 1947)
- The Song of God: Bhagavad-Gita (com Swami Prabhavananda, 1944)
- Shankara's Crest-Jewel of Discrimination (com Swami Prabhavananda, 1947)
- How to Know God: The Yoga Aphorisms of Patanjali (com Swami Prabhavananda, 1953)

### Work onVedanta and the West
Vedanta and the West foi a publicação oficial da Vedanta Society of Southern California. Apresentava ensaios de muitos dos principais intelectuais da época e contava com contribuições de Aldous Huxley, Gerald Heard, Alan Watts, J. Krishnamurti, W. Somerset Maugham e muitos outros.

Isherwood escreveu os seguintes artigos que apareceram na Vedanta and the West:
| - Vivekananda and Sarah Bernhardt – 1943 - On Translating the Gita – 1944 - Hypothesis and Belief – 1944 - The Gita and War – 1944 - What is Vedanta? – 1944 - Ramakrishna and Vivekananda – 1945 - The Problem of the Religious Novel – 1946 - Religion Without Prayers – 1946 - Foreword to a Man of Boys – 1950 - An Introduction – 1951 - What Vedanta Means to Me – 1951 - Who Is Ramakrishna? – 1957 - Ramakrishna and the Future – 1958 - The Home of Ramakrishna – 1958 - Ramakrishna: A First Chapter – 1959 - The Birth of Ramakrishna – 1959 - The Boyhood of Ramakrishna – 1959 - How Ramakrishna Came to Dakshineswar – 1959 - Early Days at Dakshineswar – 1959 - The Vision of Kali – 1960 | - The Marriage of Ramakrishna – 1960 - The Coming of the Bhariravi – 1960 - Some Visitors to Dakshineswar – 1960 - Tota Puri – 1960 - The Writer and Vedanta – 1961 - Mathur – 1961 - Sarada and Chandra – 1962 - Keshab Sen – 1962 - The Coming of the Disciples – 1962 - Introduction to Vivekananda – 1962 - Naren – 1963 - The Training of Naren – 1963 - An Approach to Vedanta – 1963 - The Young Monks – 1963 - Some Great Devotees – 1963 - The Gospel of Sri Ramakrishna – 1963 - The Last Year – 1964 - The Story Continues – 1964 - Letters of Swami Vivekananda – 1968 - Essentials of Vedanta – 1969 |

Em 1948, vários artigos da Vedanta e do Ocidente foram publicados na forma de livro como Vedanta for the Western World. Isherwood editou a seleção e forneceu uma introdução e três artigos ("Hypothesis and Belief," "Vivekananda and Sarah Bernhardt," "The Gita and War"). Outros contribuintes incluíram Aldous Huxley, Gerald Heard, Swami Prabhavananda, Swami Vivekananda et al.

## Gravações de áudio e vídeo
- Christopher Isherwood reads selections from the Bhagavad Gita – CD[1]
- Christopher Isherwood reads selections from the Upanishads – CD[1]
- Lecture on Girish Ghosh – CD[2][3]
- Christopher Isherwood Reads Two Lectures on the Bhagavad Gita by Swami Vivekananda – DVD

## Mídia e cultura popular
- A autobiografia Christopher Isherwood foi adaptada para TV (Christopher and His Kind) por Kevin Elyot da BBC, na qual Isherwood é interpretado por Matt Smith.